# Sastracella
Sastracella là một chi bọ cánh cứng trong họ Chrysomelidae.
Chi này được miêu tả khoa học năm 1899 bởi Jacoby.

## Các loài
Các loài trong chi này gồm:
- Sastracella abdominalis Kimoto, 1989
- Sastracella cinnamomea Yang in Yang, 1995
- Sastracella collaris Kimoto, 2001
- Sastracella fulvipennis (Jacoby, 1884)
- Sastracella laosensis Kimoto, 1989
- Sastracella sumatrana (Jacoby, 1899)
- Sastracella unicolor (Jacoby, 1884)